# Borgói-hegység
A Borgói-hegység (románul: Munții Bârgăului) a Keleti-Kárpátok része. Határai északon a Nagy-Szamos, délen a Beszterce folyó, keleten a Dorna folyó. Magasságban elmarad a szomszédos Radnai-havasoktól, Cohárd-hegységtől és Kelemen-havasoktól, legmagasabb csúcsai a Nagy-Henye (1611 m) és a Gogoașa (1605 m). A hegység keleti részében a Borgói-hágó (1227 m) köti össze a Dorna völgyét Besztercével.

## Éghajlat
Az évi átlagos hőmérséklet 6,8 °C és 9,5 °C között változik. A leghidegebb év 6,8 °C-kal 1922 volt, a legmelegebb 9,6 °C-kal 1935 és 1951. 1500 méteren felül a januári átlaghőmérséklet -6 °C, a júliusi 11 °C. Évente hat hónap átlaga kisebb 0 °C-nál. A csapadékmennyiség a magassággal évente 1000–1400 mm között változik.

## Élővilág
A Borgói-hegység fenyveseiben és vegyes erdőiben él egyebek között a szarvas, őz, medve, hiúz, farkas, vaddisznó, vörös róka és mókus is.